# John J. McRae

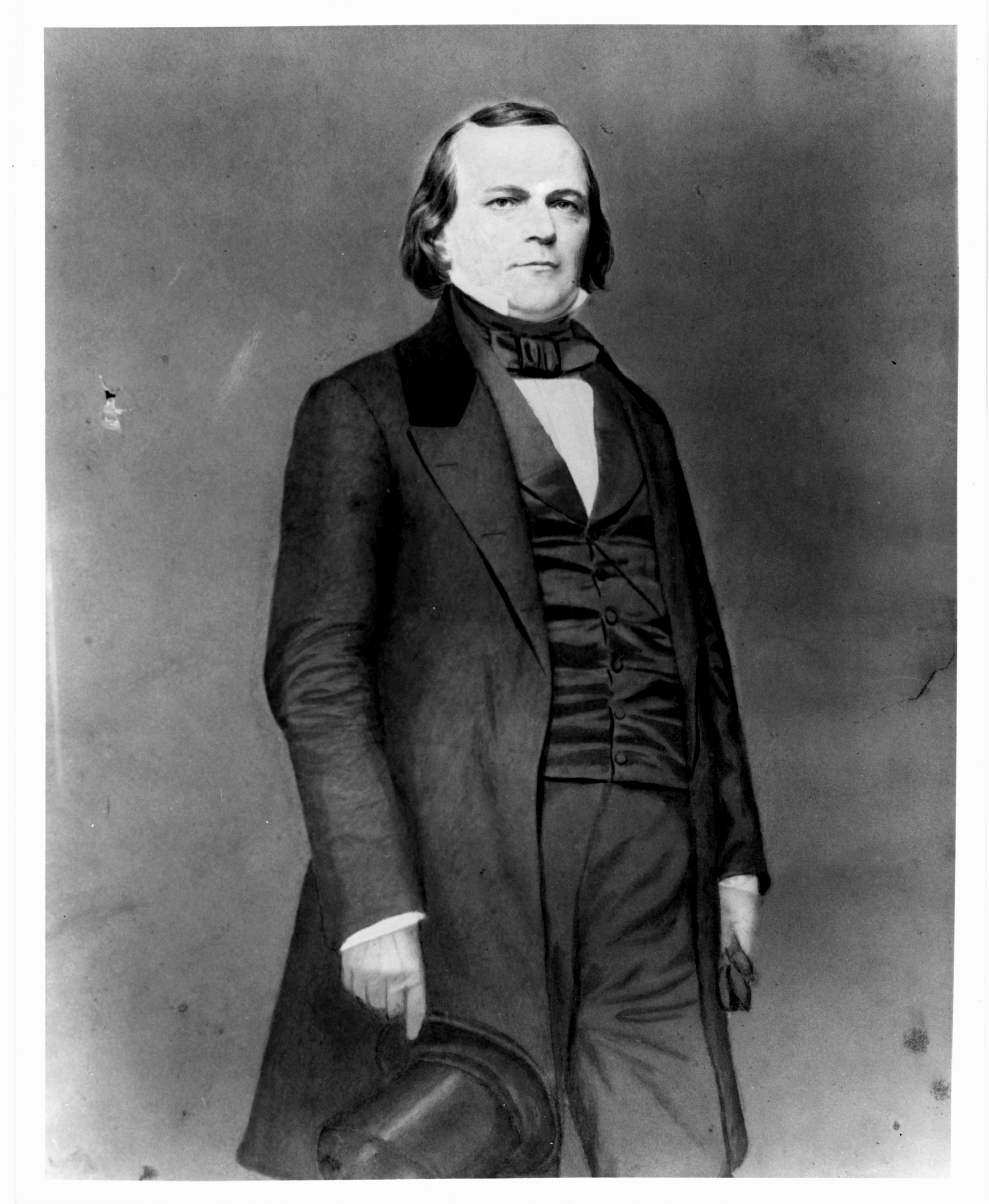
John J. McRae

John Jones McRae (* 10. Januar 1815 in Sneedsboro, Anson County, North Carolina; † 31. Mai 1868 in Belize) war ein US-amerikanischer Politiker. Er war Gouverneur des Bundesstaates Mississippi, den er auch in beiden Kammern des US-Kongresses sowie im Konföderiertenkongress vertrat.

## Leben
McRae zog im Jahre 1817 im Alter von zwei Jahren nach Wayne County, Mississippi, wo er in Winchester seine Kindheit verlebte. Er genoss eine akademische Bildung und machte 1834 seinen Abschluss an der Miami University in Ohio. Danach studierte er in Pearlington Rechtswissenschaften und eröffnete nach seiner Graduierung in der Kleinstadt Paulding eine Anwaltskanzlei. Neben seiner beruflichen Tätigkeit als Anwalt war McRae maßgeblich am Aufbau des Eastern Clarion verantwortlich, einer in Paulding wöchentlich erscheinenden Zeitung.

## Politik
McRaes Eintritt in die Politik erfolgte im Jahr 1848, als er für die Demokraten ins Repräsentantenhaus von Mississippi gewählt wurde; 1850 amtierte er kurzzeitig als dessen Speaker. Im Jahr 1851 kandidierte McRae erfolgreich für einen Sitz im US-Senat und amtierte dort vier Monate, vom 1. Dezember 1851 bis zum 17. März 1852. Im Jahr 1853 kandidierte McRae für das Amt des Gouverneurs von Mississippi und wurde am 7. November 1853 gewählt. Im Jahr 1855 wurde er wiedergewählt und amtierte auf diese Weise bis zum 16. November 1857. In seiner Amtszeit wurde das erste neurologische Krankenhaus des Staates Mississippi errichtet; außerdem wurde das Eisenbahnnetz ausgebaut.
John McRae blieb auch weiterhin politisch tätig und wurde nach dem Tod des Kongressabgeordneten John A. Quitman am 7. Dezember 1858 ins US-Repräsentantenhaus gewählt, eine Position, die er bis zum 12. Januar 1861 innehatte. Von 1862 bis 1864 vertrat McRae Mississippi auch im ersten Konföderiertenkongress.
Über das Privatleben von John McRae ist lediglich bekannt, dass er mit einer Frau verheiratet war, deren Geburtsname McGuire lautete. John McRae, der einen Bruder in Belize hatte, unternahm Ende Mai 1868 einen Besuch bei ihm. In Belize – so viel ist gesichert – starb McRae im Alter von 53 Jahren. Weder sein exakter Todesort, noch der Standort seines Grabes ist bekannt.